# Alexander Abdallah
Alexander Abdallah, född 30 april 1993, är en svensk skådespelare och regissör.

## Biografi
Alexander Abdallah växte upp i stadsdelen Gränby i Uppsala och har libanesiskt påbrå.  Han studerade vid Teaterhögskolan i Malmö 2015–2018.
Tidigare har Abdallah varit engagerad vid Helsingborgs Stadsteater, där han medverkat i uppsättningar som Romeo och Julia och Rapunzel. Han regisserade kortfilmen Jag skiner inte utan er mina bröder som skildrar dödsskjutningarna i Malmö. Filmen hade premiär på Göteborg Film Festival 2019 och prisbelönades i den skånska filmfestivalen Pixel för bästa film, bästa foto, bästa musik och publikens pris.
Abdallah spelade 2020 rollen som Rick i andra säsongen av TV-serien Älska mig. Han spelade en av huvudrollerna som Salim i den svenska serien Snabba cash som hade premiär på Netflix 7 april 2021. Han vann för sin insats i rollen under Kristallen 2021 priset som årets manliga skådespelare i en tv-produktion. Han spelar Sam i Thunder in my heart som hade premiär i maj 2021 på Viaplay.
Abdallah föddes med förnamnet Jihad, men bytte till Alexander när han var 18 år.
30 juli 2022 sommarpratade han i Sommar i P1.

## Filmografi
- 2016 – Mie (Kortfilm)
- 2018 – Spiral (Kortfilm)
- 2020 – Älska mig (TV-serie)
- 2021 – Snabba cash (TV-serie)
- 2021–2023 – Thunder in My Heart (TV-serie)
- 2024–2025 – Paradis City (TV-serie)